# Opharus immanis
Opharus immanis är en fjärilsart som beskrevs av Edwards 1884. Opharus immanis ingår i släktet Opharus och familjen björnspinnare. Inga underarter finns listade i Catalogue of Life.